# Artur García
Pour les articles homonymes, voir García.
García  Rincón est un nom espagnol. Le premier nom de famille, en général paternel, est García ; le second, en général maternel, souvent omis, est Rincón.
Artur Albeiro García Rincón est un coureur cycliste vénézuélien, né le 25 février 1984 à San Juan de Colón.

## Palmarès
- 2004
  - 10e et 12e étapes du Tour du Venezuela
- 2005
  - 5e étape du Tour de Cuba
  - 2e du Tour du Venezuela
- 2006
  - 6e étape du Tour du Chili
  - 5e étape du Tour du Trujillo
  -  Médaille de bronze de la course en ligne aux Jeux sud-américains[1]
  -  Médaille de bronze de la course en ligne aux Jeux d'Amérique centrale et des Caraïbes[2]
  -  Médaillé de bronze du contre-la-montre espoirs aux championnats panaméricains
- 2007
  - 2e étape du Clásico Ciclístico Banfoandes
- 2008
  - 1re étape du Tour du Táchira
  - Clasico Corre Por La Vida
  - 1re et 14e[3] étapes du Tour de Colombie
  - 1re et 2e étapes du Tour du Trujillo
  - 1re étape du Tour du Venezuela
  - 9e étape du Clásico Ciclístico Banfoandes
  - Copa Federación Venezolana de Ciclismo Corre por la Vida
- 2009
  - 2e et 5e étapes du Tour du Táchira
  - 5e étape du Tour de Colombie[4]
  - 2e étape du Tour du Trujillo
  - 3e du championnat du Venezuela sur route
- 2010
  - 2eb étape du Tour du Venezuela
  - 1re étape du Tour du Guatemala
- 2011
  - 6e étape du Tour du Táchira
  - 1re étape du Tour de Chihuahua
  - 3e de la Copa Federación Venezolana de Ciclismo Corre por la Vida
- 2012
  - 2e étape du Tour du Venezuela
  - 2e du Tour du Venezuela
- 2013
  - 2e et 4e étapes du Tour du Trujillo
  - 5e et 10eb étapes du Tour de Bolivie
- 2015
  - 1re étape du Tour du Táchira
- 2017
  - 7e étape du Tour du Venezuela
- 2018
  - 7e étape du Tour d'Uruguay
  - 2e du championnat du Venezuela sur route

## Classements mondiaux
| Année            | 2006 | 2007 | 2008 | 2009 | 2010 | 2011 | 2012 | 2013 | 2014 |
| ---------------- | ---- | ---- | ---- | ---- | ---- | ---- | ---- | ---- | ---- |
| UCI America Tour | 128e | 315e | 8e   | 74e  | 222e | 81e  | 24e  | 309e | 161e |